# Phoeniculus damarensis
Phoeniculus damarensis е вид птица от семейство Phoeniculidae. Видът е незастрашен от изчезване.

## Разпространение
Разпространен е в Ангола, Кения, Намибия и Танзания.